# محمدآباد (مینودشت)
محمدآباد، روستایی است از توابع بخش مرکزی شهرستان مینودشت در استان گلستان، ایران. اهالی این روستا از ترک‌های قزلباش هستند.ودریک کیلو متری شهرستان مینودشت واقع شده‌است. و با جمعیتی بالغ بر ۶۰۰نفر، درقالب ۲۰۰خانوار به بام مینودشت معروف شده است. این روستا دارای آب و هوایی  معتدل است. و از معروف ترین خانواده های این روستا می توان به خانواده های پسرکلو، قزلسفلو و ممشلی اشاره کرد.

## جمعیت
این روستا در دهستان چهل‌چای قرار داشته و بر اساس سرشماری سال ۱۳۸۵ جمعیت آن ۳۵۱ نفر (۹۶ خانوار) بوده‌است. این روستا در دهستان چهل چای واقع در بخش مرکزی در یک کیلومتری مرکز شهر قرار دارد طبق آخرین سرشماری ۱۳۹۵ جمعیت آن ۵۷۰ نفر(۱۸۱خانوار) بوده‌است
بوده‌است.